# دره کارپنتر (کالیفرنیا)
درۀ کارپِنتِر (به انگلیسی: Carpenter Valley, California) یک منطقه ثبت‌نشده در شهرستان نوادا، ایالت کالیفرنیا است. ترجمۀ نام این دره در زبان انگلیسی، به معنای درۀ نجار می‌باشد. این منطقه در شمال شهرک پرُسِر کریک واقع شده.